# Geestland
Geestland – miasto w Niemczech, w kraju związkowym Dolna Saksonia, w powiecie Cuxhaven. Powstało 1 stycznia 2015 z połączenia miasta Langen z gminą zbiorową Bederkesa.